# Marcus Miller
William Henry Marcus Miller Jr. (New York, 14 giugno 1959) è un bassista, compositore e produttore discografico statunitense.
Considerato uno dei maestri del funk per il suo personale stile esecutivo, Miller è stato soprannominato "the superman of soul". Numerose sono state le sue partecipazioni al fianco di famosi artisti, come il trombettista Miles Davis, il cantante Luther Vandross, il sassofonista David Sanborn e il pianista McCoy Tyner. Viene annoverato tra i maestri della tecnica slap che utilizza in maniera eccellente ed è messa al servizio della melodia e del groove.
Oltre al basso elettrico, Miller suona il clarinetto (strumento che gli ha dato una vera e propria formazione musicale) il clarinetto basso, le tastiere, il sassofono soprano e la chitarra.

## Vita e carriera

### Formazione
Marcus Miller è nato a Brooklyn, New York nel 1959. Durante la sua infanzia è stato circondato dalla musica e trascorreva molto tempo a giocherellare al pianoforte. Suo padre suonava il pianoforte e l'organo (soprattutto in chiesa). Tra i suoi familiari riveste un'importante figura il cugino, (da parte paterna), Wynton Kelly, un pianista jazz che suonò con Miles Davis nei tardi anni cinquanta. All'età di otto anni Marcus iniziò a suonare il flauto dolce e a 10 anni iniziò a studiare clarinetto presso la scuola pubblica che frequentava. Alle scuole medie fu la volta del sassofono. Marcus Miller frequentò poi la High School of Music and Art dove conseguì il diploma in clarinetto. Durante la sua adolescenza Marcus acquistava partiture musicali di canzoni popolari e si dilettava nell'eseguirle. Il padre gli insegnò come leggere le partiture di accordi per chitarra e come scrivere accompagnamenti. Nello stesso periodo Marcus iniziò a suonare il basso in qualche gruppo funk locale, apprendendo molto in fatto di funk e groove e a relazionarsi con le persone per mezzo della musica.
Successivamente frequentò il Queens College, a New York, studiando educazione musicale e business e continuando a studiare il clarinetto. Marcus fece parte anche dell'orchestra jazz della scuola sotto la direzione di Bud Johnson. Durante gli anni di college aveva un'intensa attività concertistica come bassista a New York. Dopo quattro anni era così richiesto che decise di interrompere gli studi universitari per dedicarsi alla musica a tempo pieno.

### Carriera musicale

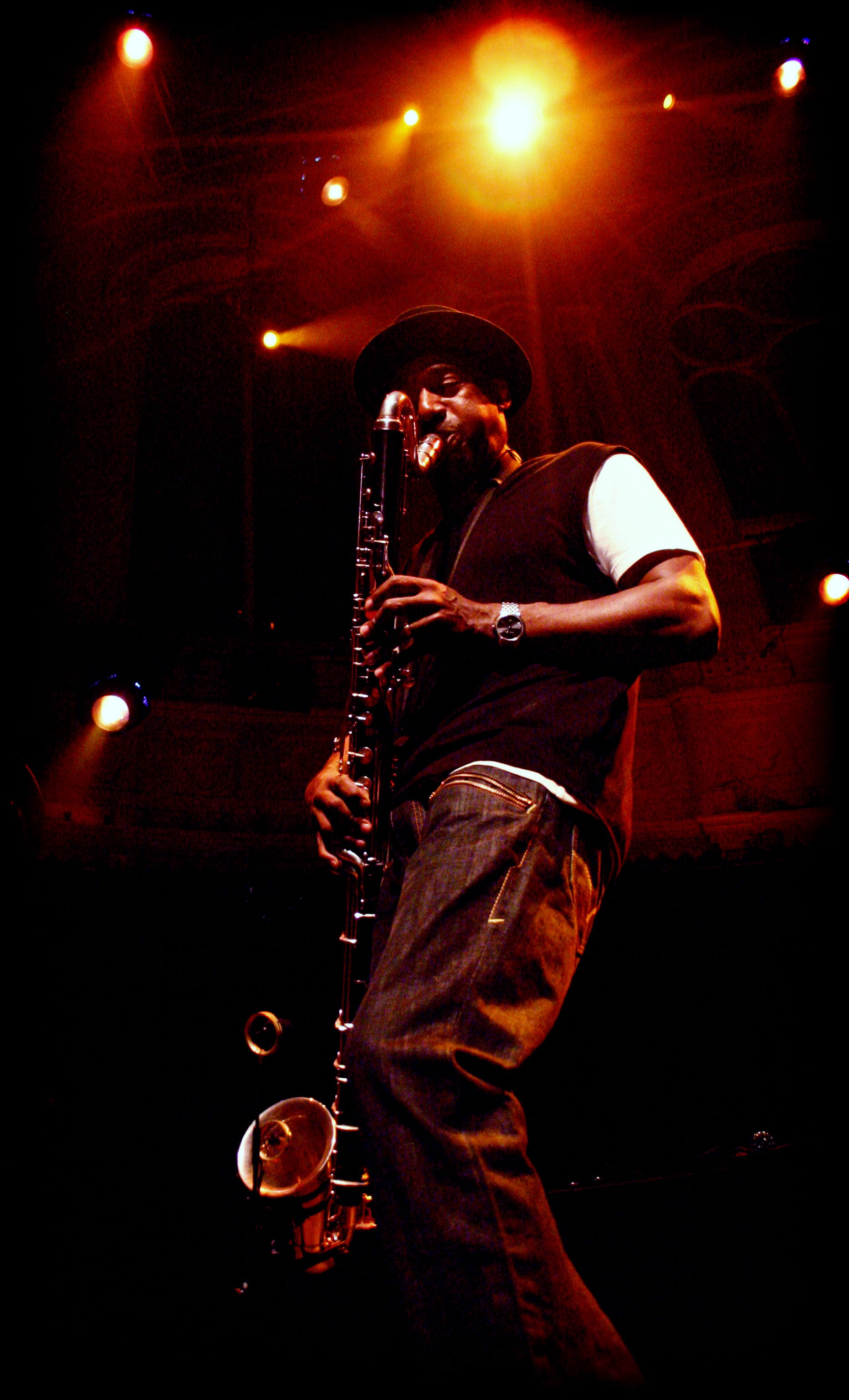
Marcus Miller live at the Paradiso in Amsterdam

Marcus Miller ha trascorso circa 15 anni suonando come turnista ed osservando da vicino i leader di molte band. Durante questi anni si è anche impegnato nella creazione di arrangiamenti e nella produzione. Dal 1978 al 1979 è stato membro della Saturday Night Live band. Ha ricevuto il premio "Most Valuable Player" (riconoscimento assegnato dalla National Academy of Recording Arts and Sciences a musicisti da studio) per 3 anni di fila, ricevendo di conseguenza il titolo di "player emerito" e non potendo quindi ricevere ulteriormente il premio. Negli anni novanta Marcus Miller iniziò a registrare i propri brani e mise assieme una band per dedicarsi ai tour.
L'abilità di Marcus Miller come bassista è universalmente riconosciuta. Oltre ad aver contribuito come pochi altri allo sviluppo della tecnica dello "slapping", in particolare nell'uso del pollice (tecnica "thumb") anche la sua abilità nel basso fretless è servita da ispirazione per molti bassisti e ha inserito il basso fretless in situazioni e generi musicali in cui non era tipicamente utilizzato. L'influenza di alcuni tra i più grandi bassisti della generazione precedente, come Larry Graham, Stanley Clarke e Jaco Pastorius, sono ravvisabili nella tecnica di Marcus Miller.
Tra il 1988 e il 1990 è stato bassista e direttore della The Sunday Night Band, durante le due stagioni del programma Sunday Night trasmesso dalla NBC. Come compositore scrisse Tutu per Miles Davis, brano che diede anche il titolo all'album di Davis del quale Marcus scrisse tutti i pezzi eccetto due (uno fu scritto in collaborazione con Davis). Compose anche Chicago Song per David Sanborn e collaborò alla composizione di Til My Baby Comes Home, It's Over Now, For You To Love e The Power of Love per Luther Vandross. Miller scrisse anche Da Butt utilizzata nella colonna sonora di School Daze di Spike Lee.
Marcus Miller è attualmente il leader della sua band, che rimane fedele ai concetti di improvvisazione e innovazione in una musica jazz accessibile da una ampia audience. Nel 1997 Marcus Miller ha suonato il basso e il clarinetto basso in una formazione denominata Legends, composta da Eric Clapton (chitarra e voce) Joe Sample (piano) David Sanborn (sassofono) e Steve Gadd (percussioni) che diedero vita a un tour di 11 date nei più importanti festival jazz europei.
Nel 2008 ha formato il supergruppo S.M.V. assieme ai due grandi bassisti Victor Wooten e Stanley Clarke, da cui sono scaturiti il disco Thunder e un tour internazionale. Nel 2009 collabora al nuovo album del chitarrista italiano Flavio Sala, suonando nel tema che dà il titolo al disco, De La Buena Onda, accanto a Jorge Pardo, Toninho Horta e Cliff Almond.
Marcus Miller vanta una discografia molto vasta, ed è spesso in tour tra Europa e Giappone. Oltre alla sua carriera in studio e sul palco, Marcus Miller ha anche composto la musica per colonne sonore di film interpretati da attori come Eddie Murphy, LL Cool J, Chris Rock, Matthew Perry, Samuel L. Jackson e altri.

### Grammy Award
Marcus Miller ha vinto numerosi Grammy Award come produttore per Miles Davis, Luther Vandross, David Sanborn, Bob James, Chaka Khan e Wayne Shorter. Ha vinto il Grammy Award alla miglior canzone R&B nel 1992 per Power of Love (scritto per Luther Vandross) e nel 2001 ha vinto il Grammy Award per il miglior album jazz contemporaneo per il suo quarto album strumentale M².

### Curiosità
Il celebre marchio di strumenti musicali Fender produce una versione del Fender Jazz Bass denominata "Marcus Miller signature", nelle varianti a 4 e 5 corde. Marcus collabora inoltre da alcuni anni con SIRE USA, altra casa produttrice di strumenti, alla creazione di modelli di basso elettrico a lui intitolati.

## Discografia

### Da solista
- 1983 – Suddenly
- 1984 – Marcus Miller
- 1993 – The Sun Don't Lie
- 1995 – Tales
- 1998 – Live & More
- 2000 – Best of '82-'96
- 2001 – M²
- 2002 – The Ozell Tapes
- 2005 – Silver Rain
- 2006 – Power - The Essential of Marcus Miller
- 2007 – Free
- 2008 – Marcus
- 2010 – A Night in Montecarlo (live 2009)
- 2011 – Tutu Revisited (live 2010)
- 2012 – Renaissance
- 2012 – Live in Lugano (live 2008)
- 2015 – Afrodeezia
- 2017 – Marshall (Original Motion Picture)
- 2018 – Laid Black

### Con gli S.M.V. (2008)
- 2008 – Thunder

### Con David Sanborn (1975-2000)
- 1977 – Lovesongs
- 1980 – Hideaway
- 1980 – Voyeur
- 1981 – As We Speak
- 1982 – Backstreet
- 1984 – Straight To The Heart
- 1987 – Change Of Heart
- 1988 – Close-Up
- 1991 – Another Hand
- 1992 – Upfront
- 1994 – Hearsay
- 1995 – Pearls
- 1996 – Songs From The Night Before
- 1999 – Inside

Con Luther Vandross
- 1981 – Never Too Much
- 1983 – Busy Body
- 1985 – The Night I Fell in Love
- 1986 – Give Me the Reason
- 1988 – Any Love
- 1991 – Power of Love
- 1993 – Never Let Me Go
- 1995 – This Is Christmas
- 1996 – Your Secret Love
- 2001 – Luther Vandross
- 2003 – Dance with My Father

Con Grover Washington Jr.
- 1980 – Skylarkin
- 1980 – Winelight
- 1981 – Come Morning
- 1982 – The Best Is Yet to Come
- 1984 – Inside Moves
- 1986 – A House Full of Love

### Con Miles Davis (1980-1990)
- 1981 – The Man with the Horn
- 1981 – We Want Miles
- 1982 – Star People
- 1986 – Tutu
- 1987 – Music from Siesta
- 1989 – Amandla

### Con i The Jamaica Boys (1986-1990)
- 1987 – Self-Titled
- 1989 – J. Boys

### Con Michel Petrucciani (1994)
- 2003 – Dreyfus Night in Paris